# Sorghum matarankense
Sorghum matarankense är en gräsart som beskrevs av Garber och Snyder. Sorghum matarankense ingår i släktet durror, och familjen gräs. Inga underarter finns listade i Catalogue of Life.